# Аджилы эзме

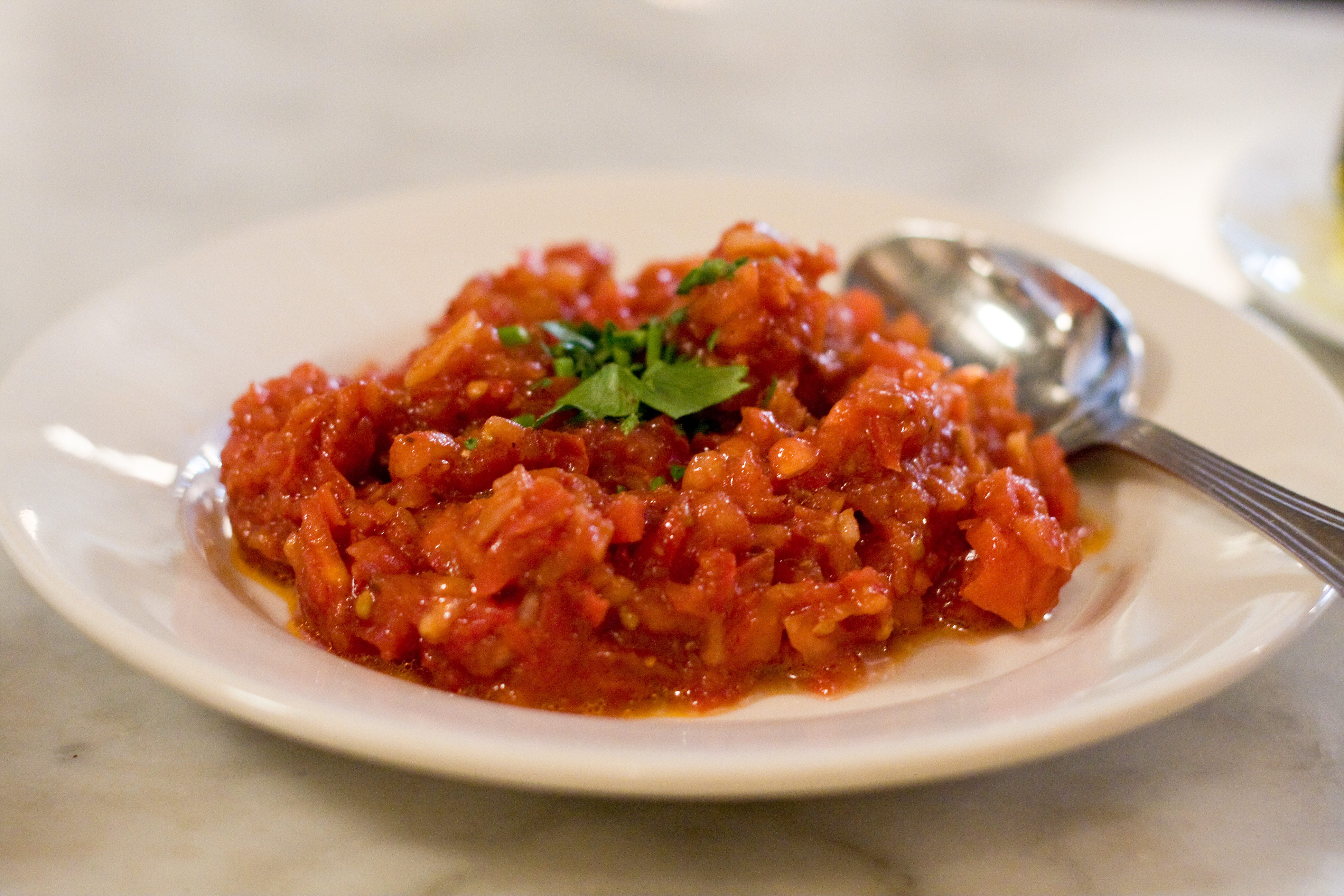
Аджилы эзме

Аджилы́ эзме́ (тур. acılı ezme — «острое толчёное», «пюрированное») — острая овощная закуска в турецкой кухне, разновидность мезе.
Наиболее известный вид эзме, специалитет Восточной Турции. Аджилы эзме готовят из измельчённых и толчёных помидоров без кожицы, огурцов без кожуры, сладкого перца и зелёного лука, приправленных оливковым маслом, уксусом, чёрным и красным перцем, томатной пастой. Аджилы эзме также подходит для намазывания на хлеб или в качестве соуса к рыбе.